# Testo (Unternehmen)
Testo ist ein weltweit agierendes Unternehmen für Messtechnik mit Sitz in Titisee-Neustadt, welches 1957 gegründet wurde.
Das Unternehmen hat 37 Tochtergesellschaften, unter anderem in China, Japan, Korea, USA, Australien, Frankreich, Spanien und Italien und beschäftigt etwa 3500 Mitarbeiter, davon über 1700 an den Standorten Lenzkirch, Kirchzarten und Titisee. Zum Ende des Jahres 2019 wurde der Firmensitz von Lenzkirch nach Titisee verlegt.
Im Jahr 2011 überschritt Testo das erste Mal die 200-Mio-€-Umsatzmarke. Im Jahr 2021 waren es ca. 405 Millionen Euro. Rund zehn Prozent seines jährlichen Konzern-Umsatzes weltweit investiert das Unternehmen in Forschung und Entwicklung.
Testo ist Mitglied im Wirtschaftsverband Industrieller Unternehmen Baden.

## Geschichte

### Rechtliche Entwicklung

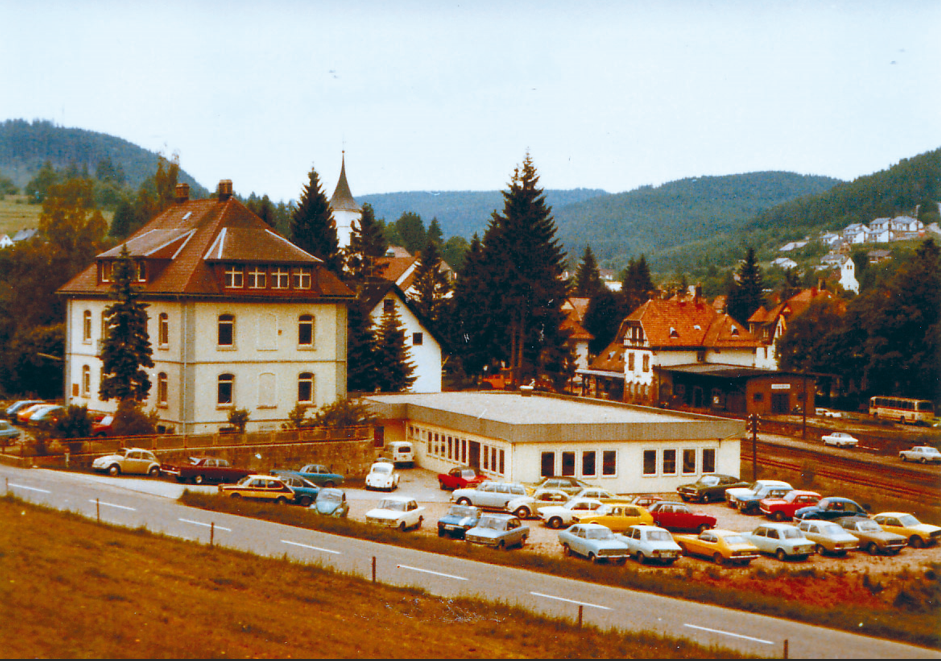
Lenzkirch Gebäude 1971

Die heutige Firma Testo SE & Co. KGaA wurde 1957 als Abteilung Thermometerbau des Zweigwerkes Lenzkirch der Atmos Fritzsching & Co. GmbH Viernheim gegründet. Die Atmos Fritzsching & Co. GmbH war ein in Viernheim im Medizinsektor („Chem.-Pharm. Präparate und Medizinisch-Technische Apparate“) tätiges Unternehmen, welches seinen Ursprung in der 1888 in Berlin gegründeten Kaiser-Friedrichs-Apotheke hatte. Das Unternehmen stellte Arzneimittel sowie medizinisch eingesetzte Saugpumpen her.

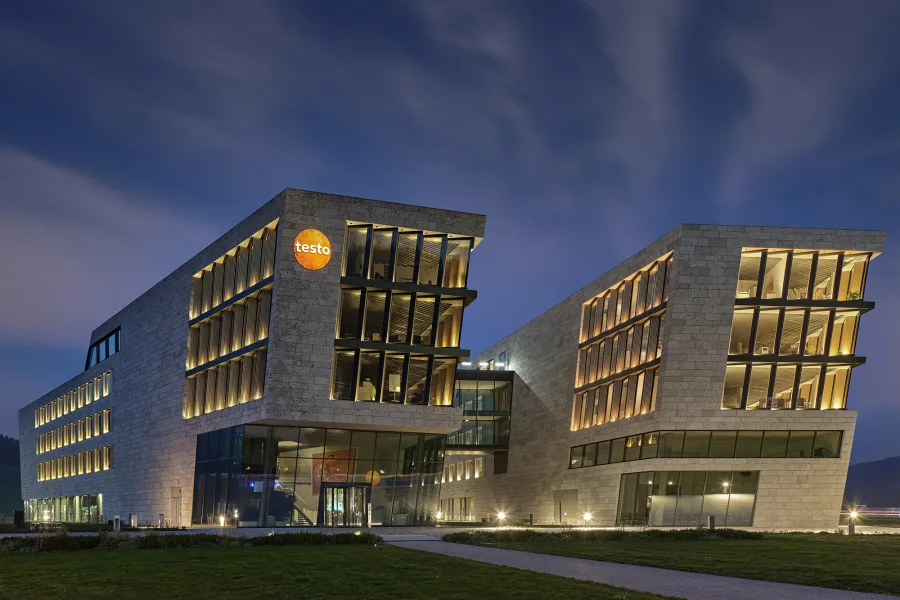
Standort Titisee-Neustadt

Paul Fritzsching, Geschäftsführer von Boehringer & Söhne in Mannheim, beteiligte sich in den 1930er Jahren am Unternehmen, da er Interesse an den medizintechnischen Eigenentwicklungen der Apotheke hatte. Nachdem er Marke und Unternehmen zuerst nach Mannheim geholt hatte, kam der Apparatebaubetrieb 1938 nach Freiburg im Breisgau. Dort wurden in der Rosastraße 9 „Kleinkompressoren für technische, gewerbliche, medizinische und wissenschaftliche Zwecke“ gefertigt. Als 1944 bei einem Luftangriff die Freiburger Betriebsstätte zerstört wurde, verlagerte man den Betrieb ins badische Lenzkirch im Schwarzwald. Hans Bauer, der Gründer der Abteilung Thermometerbau, entwickelte bis 1957 ein elektronisches Fieberthermometer mit Analoganzeige. Das Messgerät wurde kurz darauf derart erweitert, dass es einen weit größeren Messbereich aufwies, als dies zur Körpertemperatur-Bestimmung notwendig gewesen wäre. Daher wurde es als Sekundenthermometer für Industrie und Forschung vertrieben. Die Produktpalette entwickelte sich kontinuierlich weiter, entfernte sich aber immer mehr vom medizinischen Bereich von Atmos. Deshalb wechselten zum 1. April 1981 alle Mitarbeiter des Bereiches Elektrische Messgeräte in die neue Firma Testoterm KG Fritzsching, Viernheim, Betrieb Lenzkirch.
1984 wurde die Atmos Fritzsching & Co. GmbH Betrieb Elektronischer Messgeräte in die Testoterm Messtechnik GmbH & Co. KG umgewandelt, die nun für Entwicklung und Produktion verantwortlich zeichnete. Die Vertriebsgesellschaft firmierte weiterhin unter Testoterm Fritzsching GmbH & Co. KG. Zum 1. Januar 1993 fusionierten die beiden Firmen zur Testoterm Fritzsching GmbH & Co. Geschäftsführer wurden Gerd Knospe, Wolfgang Hessler und Peter Greiser. Da das Produktspektrum zwischenzeitlich weit über die Temperaturmessung hinausging, war der Namenszusatz term nicht mehr zeitgemäß. Daher änderte sich der Firmennamen im Juli 1993 in Testo GmbH & Co.
Im Jahre 1999 übernahm Testo 75 % der Atmos Medizin Technik GmbH & Co. KG und damit ihrer einstigen Mutterfirma. Im gleichen Jahr wurde die Dienstleistungssparte Testo Industrial Services ausgegründet. Zum 1. Januar 2002 fand die Umwandlung der testo GmbH & Co. zur testo AG statt. Die Aktien blieben jedoch in Privatbesitz und werden nicht an der Börse gehandelt.
2005 zahlten die Atmos-Geschäftsführer ihren Aktionär Testo aus.
Zum 1. Juli 2010 erwarb das Unternehmen 100 % der Anteile der Matter Engineering AG, mit Sitz im schweizerischen Wohlen. Die 16 Mitarbeiter, die sich auf Geräte zur Staubmessung spezialisiert haben, wurden dort weiterhin in der durch die Übernahme entstandenen Matter Aerosol AG beschäftigt. Die Tochterfirma wurde zwischenzeitlich gelöscht und in die Mutter integriert.
Im Januar 2011 wurde die Testo Sensor GmbH gegründet. Sie entwickelt, produziert und verkauft Temperaturfühler, die beispielsweise in Heizungs- und Solaranlagen, für die Klimatisierung in Autos oder auch in Kaffeeautomaten eingebaut werden. 2011 bot die damalige Testo AG ihrer erweiterten Geschäftsleitung 5 % der Aktienanteile zum Kauf an. Das angebotene Aktien-Paket wurde überzeichnet.
Im Sommer 2016 änderte sich die Rechtsform der Firma von Testo AG zu Testo SE & Co. KGaA.
Im März 2017 begannen die Bauarbeiten für ein zweites Gebäude in Titisee, das von außen dem ersten entsprechen wird. 2019 wurde das zweite Gebäude fertiggestellt und bezogen.

### Standortentwicklung

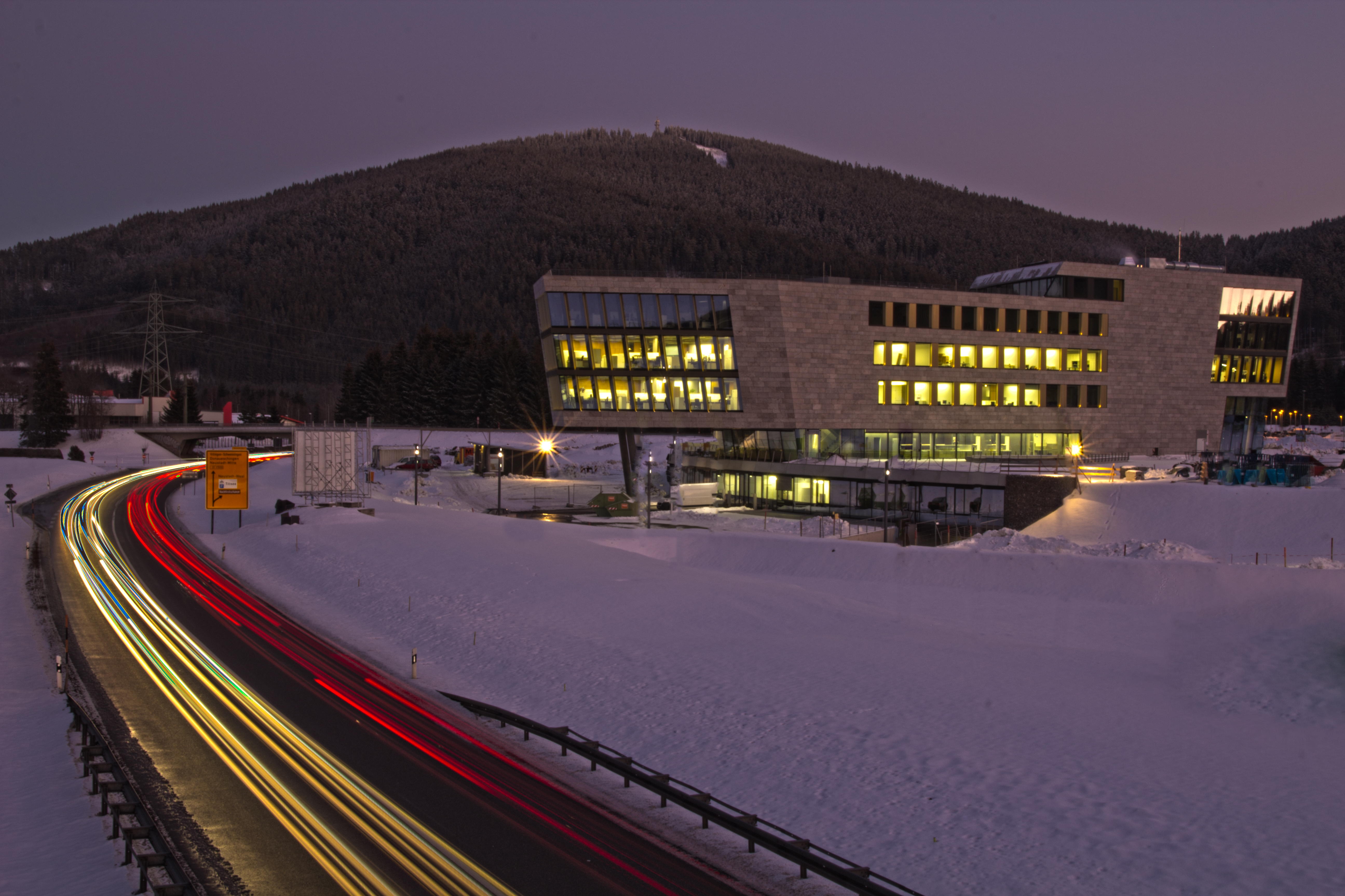
Der Testo-Standort in Titisee an der B 31

Die Abteilung Thermometerbau der Firma Atmos nahm ihren Anfang im Dachgeschoss des alten Schulhauses von Unterlenzkirch. 1963 zog das Unternehmen in die Villa der einstigen Lenzkircher Uhrenfabrik. Unmittelbar im Anschluss an dieses Gebäude, auf dem Areal des zwischenzeitlich stillgelegten Bahnhofs Lenzkirch, entstanden in den Jahren 1971, 1975, 1978, 1982, 1990, 2001 und 2007 neue Fertigungs- und Verwaltungsgebäude, sodass in Lenzkirch insgesamt 800 Mitarbeiter beschäftigt waren. Da damit die Kapazitäten in Lenzkirch erschöpft waren, wurde im Frühjahr 2010 mit dem Bau des ersten von insgesamt vier Gebäuden in Titisee begonnen, in dem seit Jahresbeginn 2012 rund 250 Mitarbeiter beschäftigt sind. Für das Jahr 2017/2018 war der zweite Bauabschnitt für Titisee geplant, sodass der Standort in Titisee im Endausbau bis zu 1200 Mitarbeitern Platz bieten wird. Mit der Fertigstellung und dem Einzug in das zweite Gebäude verlegte Testo seinen Firmensitz nach Titisee-Neustadt, der Lenzkircher Standort bleibt jedoch bestehen.

## Produkte

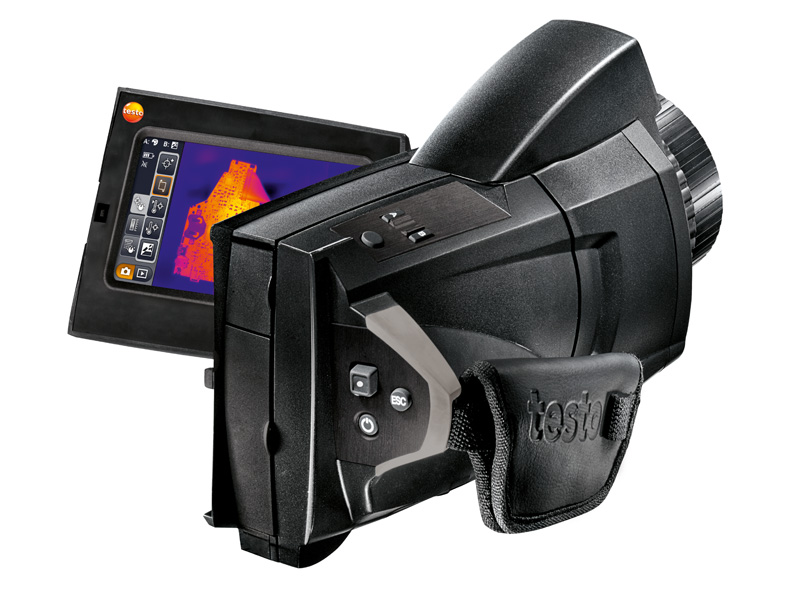
Testo-Wärmebildkamera

Das Unternehmen bietet Messgeräte und Messlösungen für die Kälte-, Klima- und Umwelttechnik, für Industrieanwendungen, für Abgasanalyse und Rauchgasanalyse oder die Kontrolle von Raumluft- und Lebensmittel-Qualität sowie die Qualität von pharmazeutischen Produkten. Weitere Produkte sind ein Feinstaubmessgerät, ein Frittierölmessgerät, Wärmebildkameras, ein cloudbasiertes Messdaten-Monitoring-System, Messlösungen wie das HACCP-Managementsystem oder per Smartphone bedienbare Geräte wie die Smart Probes.

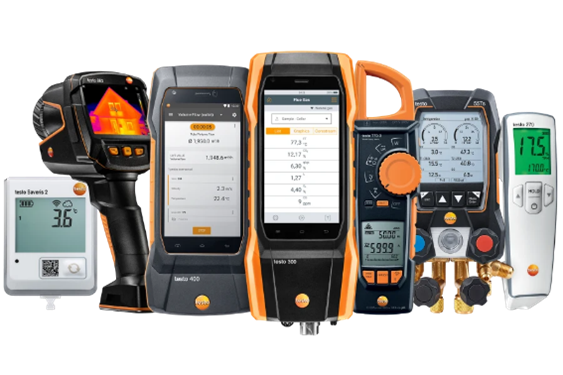
Übersicht Messgeräte

## Kontroverse
Im März 2016 wendete sich die Gewerkschaft IG Metall an die Presse und warf dem Lenzkircher Messtechnikbetrieb Testo vor, seit mehreren Jahren die Gründung eines Betriebsrates zu verhindern. Alle Initiativen der Belegschaft und der Gewerkschaft seien von der Geschäftsführung torpediert worden.

## Tochterunternehmen
- Testo Industrial Services GmbH: Das Unternehmen mit Sitz in Kirchzarten und Töchtern in vier Ländern beschäftigt sich mit messtechnischen Dienstleistungen wie Kalibrierung, Qualifizierung und Validierung.[26]
- Testo Solutions GmbH: Das Unternehmen wurde im September 2022 ausgegründet und hat seinen Sitz in der Firmenzentrale in Titisee-Neustadt. 70 Mitarbeiter entwickeln, produzieren und verkaufen digitale Qualitätsmanagementsysteme für die Systemgastronomie, den Einzelhandel und die Pharmabranche.[27][28]
- Testo Sensor GmbH: Das Unternehmen mit Sitz in Lenzkirch entwickelt, produziert und verkauft Temperaturfühler, die beispielsweise in Heizungs- und Solaranlagen, für die Klimatisierung in Autos oder auch in Kaffeeautomaten eingebaut werden.[20]
- Produktionstochter in Shenzhen (China)
- Vertriebstöchter in 25 Ländern[29]

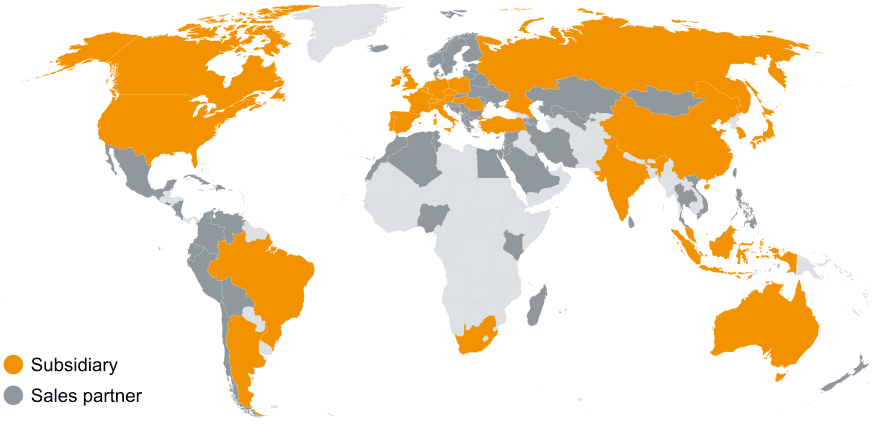
Weltkarte von Tochterunternehmen und Handelspartner

- Weltkarte von Tochterunternehmen und HandelspartnerTesto SE & Co. KGaA – Portable und stationäre Messtechnik und Handmessgeräte
- Testo Sensor GmbH – Kundenspezifische Temperaturfühler für spezifische OEM-Anwendungen
- Testo Industrial Services – Kalibrier- und Validerungsdienstleistungen

## Auszeichnungen
Im Jahr 2007 wurde das Unternehmen als ausgewählter Ort der Initiative „Deutschland – Land der Ideen“ ausgezeichnet.
Im Jahr 2009 wurde Testo mit dem TOP-100-Gütesiegel als eines der innovativsten Unternehmen in Deutschland ausgezeichnet sowie von der Initiative „Sachen Machen“ des Vereins Deutscher Ingenieure als Teil der Deutschen Technikstraße. 2010 erhielt Testo in der Kategorie den Axia Award, eine Auszeichnung durch die Wirtschaftsprüfergesellschaft Deloitte.
Die Ehrung erfolgte in der Kategorie Mit dem Kunden in die Zukunft – von der Kundenidee zur Innovation. 2012 zählte die Testo AG zu den „Top 100 der innovativsten Unternehmen“. 2013 wurde Testo von dem Magazin Wirtschaftswoche unter die Top 100 der besten deutschen Mittelständler gewählt. 2014 wurde Testo von der Munich Strategy Group als einer der 50 Innovations-Champions des deutschen Mittelstands ausgezeichnet. Der Rat für Formgebung zeichnete die Wärmebildkamera testo 870 mit dem German Design Award 2016 in der Kategorie „workshop & tools“ aus. 2016 wurde die Testo AG von brand eins Wissen und Statista als Innovator des Jahres 2016 ausgezeichnet. 2018 wurde Testo erneut mit dem TOP-100-Gütesiegel ausgezeichnet. Testo konnte die Auszeichnung „Fair Company“ in den Jahren 2019–2021 verteidigen. Testo qualifiziert sich 2022 für den „Kununu Top Company“ Award und erhält diesen. Die Redaktion von Focus-Business wählt Testo in die „Top Nationaler Arbeitgeber 2022“. Testo wird in die von der Universität Sankt Gallen erstellten Liste der 500 Weltmarktführer 2023 aufgenommen.